# Барвиновский сельский совет (Новониколаевский район)
Барвиновский сельский совет (укр. Барвінівська сільська рада) — упразднённая административная единица в составе
Новониколаевского района
Запорожской области
Украины.
Административный центр сельского совета находился в 
с. Барвиновка.

## История
- 1943 — дата образования.

## Населённые пункты совета
- с. Барвиновка
- с. Васильковое
- с. Зарница